# Hans-Eberhard Piepho
Hans-Eberhard Piepho (* 15. Februar 1929 in Hannover; † 11. September 2004 ebenda) war Professor für die Didaktik der englischen Sprache und Literatur an der Universität Gießen von 1973 bis 2004.

## Leben
Nach seinem Abitur studierte Hans-Eberhard Piepho von 1949 bis 1953 in Hannover und den USA und war danach als Lehrer am Differenzierten Mittelbau (Gesamtschule) in Hannover tätig. Von 1958 bis 1961 war er Assistent an der Universität Hannover, von 1961 bis 1973 Schulleiter, von 1973 bis 2004 Professor am Institut für Anglistik der Justus-Liebig-Universität Gießen.
Hans-Eberhard Piepho hat mit seinem Buch „Kommunikative Kompetenz als übergeordnetes Lernziel im Englischunterricht“ (1974) die kommunikative Wende in Deutschland eingeleitet und den Fremdsprachenunterricht in der zweiten Hälfte des 20. Jahrhunderts entscheidend geprägt. Als Professor, Autor zahlreicher Lehrwerke, Herausgeber von Fachzeitschriften und Handbüchern und als Lehrerfortbilder erzielte Piepho sowohl in Deutschland als auch im internationalen Kontext eine außerordentliche Breitenwirkung.

## Hans-Eberhard-Piepho-Preis
In Erinnerung an Piepho wird zweijährlich der Hans-Eberhard-Piepho-Preis für Ideen im kommunikativen Fremdsprachenunterricht vergeben.